# Coverdale/Page
Coverdale/Page - projekt muzyczny z 1991 roku, którego twórcami byli wokalista zespołów Whitesnake i Deep Purple – David Coverdale oraz gitarzysta Led Zeppelin – Jimmy Page. Współpraca pomiędzy artystami zaczęła się w roku 1991, a jej owocem był album Coverdale and Page nagrany w roku 1993. 
Kilkukrotnie pojawiały się sugestie, że Page zdecydował się na współpracę z Coverdalem, aby zdenerwować Roberta Planta, wokalistę Led Zeppelin, który po zakończeniu działalności zespołu nie chciał powrócić do współpracy z Page'em. W niektórych wywiadach udzielonych w tym okresie, Plant wypowiadał się z pewną złośliwością na temat współpracy Page’a z Coverdalem.
Wydanie tej płyty stanowiło również pierwszy komercyjny sukces Page’a od czasu gry w Led Zeppelin. Po serii koncertów w Japonii, słaba sprzedaż biletów na koncerty w kolejnej planowanej trasie sprawiła, że projekt został zawieszony. Wkrótce później Page nagrał wraz z Plantem album No Quarter: Jimmy Page and Robert Plant Unledded, a Coverdale pojawiał się od czasu do czasu w składzie Whitesnake.

## Muzycy
- David Coverdale - śpiew, gitara akustyczna
- Jimmy Page - gitara elektryczna, gitara basowa, harmonijka ustna, wokal wspierający, dulcimer
- Lester Mendel - instrumenty klawiszowe, instrumenty perkusyjne
- Jorge Casas - gitara basowa
- Ricky Phillips (Philips) - gitara basowa
- Denny Carmassi - perkusja
- John Harris - harmonijka ustna
- Tommy Funderburk (Funderbuck) - wokal wspierający
- John Sambataro - wokal wspierający

## Dyskografia
| Tytuł              | Dane dot. albumu                                     | Pozycja na liście | Pozycja na liście | Pozycja na liście | Pozycja na liście | Pozycja na liście | Pozycja na liście | Certyfikat                                    |
| Tytuł              | Dane dot. albumu                                     | USA               | AUS               | NZL               | NOR               | SWE               | NLD               | Certyfikat                                    |
| ------------------ | ---------------------------------------------------- | ----------------- | ----------------- | ----------------- | ----------------- | ----------------- | ----------------- | --------------------------------------------- |
| Coverdale and Page | - Data: 15 marca 1993 - Wydawca: EMI, Geffen Records | 5                 | 25                | 9                 | 11                | 8                 | 55                | - USA: platynowa płyta - CAN: platynowa płyta |